# 圣塞纳雷
圣塞纳雷（法語：Saint-Céneré，法語發音：[sɛ̃ sɛnʁe]）是法国马耶讷省的一个旧市镇，位于该省中东部，原属拉瓦勒区。2017年，圣塞纳雷与市镇蒙叙尔合并为新市镇蒙叙尔-圣塞纳雷。2019年，蒙叙尔-圣塞纳雷与邻近的3个市镇合并为新的蒙叙尔，改属马耶讷区。

## 地理
圣塞纳雷（48°7'18"N, 0°35'41"W）面积18.89 平方千米，位于法国卢瓦尔河地区大区马耶讷省，该省份为法国西北部内陆省份，北起芒什省和奧恩省，西接伊勒-维莱讷省，南至曼恩-卢瓦尔省，东临萨尔特省。
与圣塞纳雷接壤的市镇（或旧市镇、城区）包括：阿让特雷、沙隆迪曼恩、拉沙佩勒昂特奈斯、拉沙佩勒兰苏安、热讷、蒙叙尔。
圣塞纳雷的时区为UTC+01:00、UTC+02:00（夏令时）。

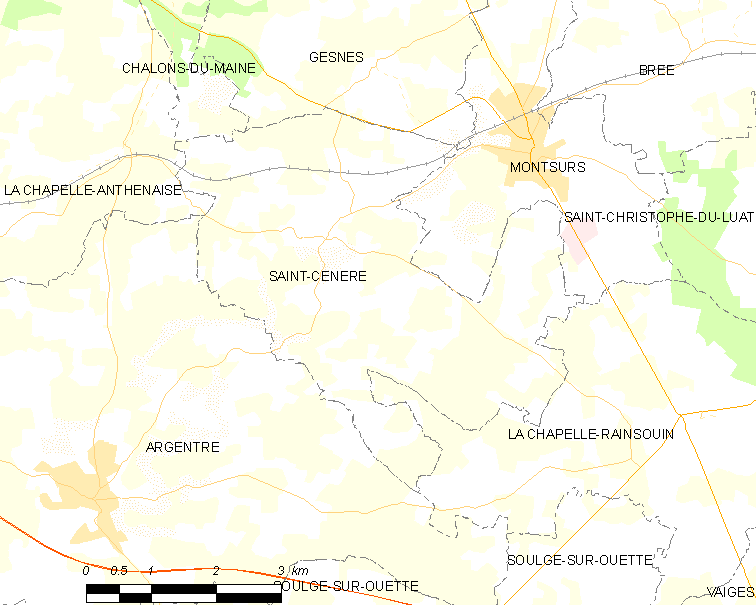
圣塞纳雷的OSM定位图

## 行政
圣塞纳雷的邮政编码为53150，INSEE市镇编码为53205。

## 政治
圣塞纳雷所属的省级选区为梅莱迪迈讷县。

## 人口

1962-2008年间圣塞纳雷人口变化图示

圣塞纳雷于2018年1月1日时的人口数量为473人。